# سلعة (ماركسية)

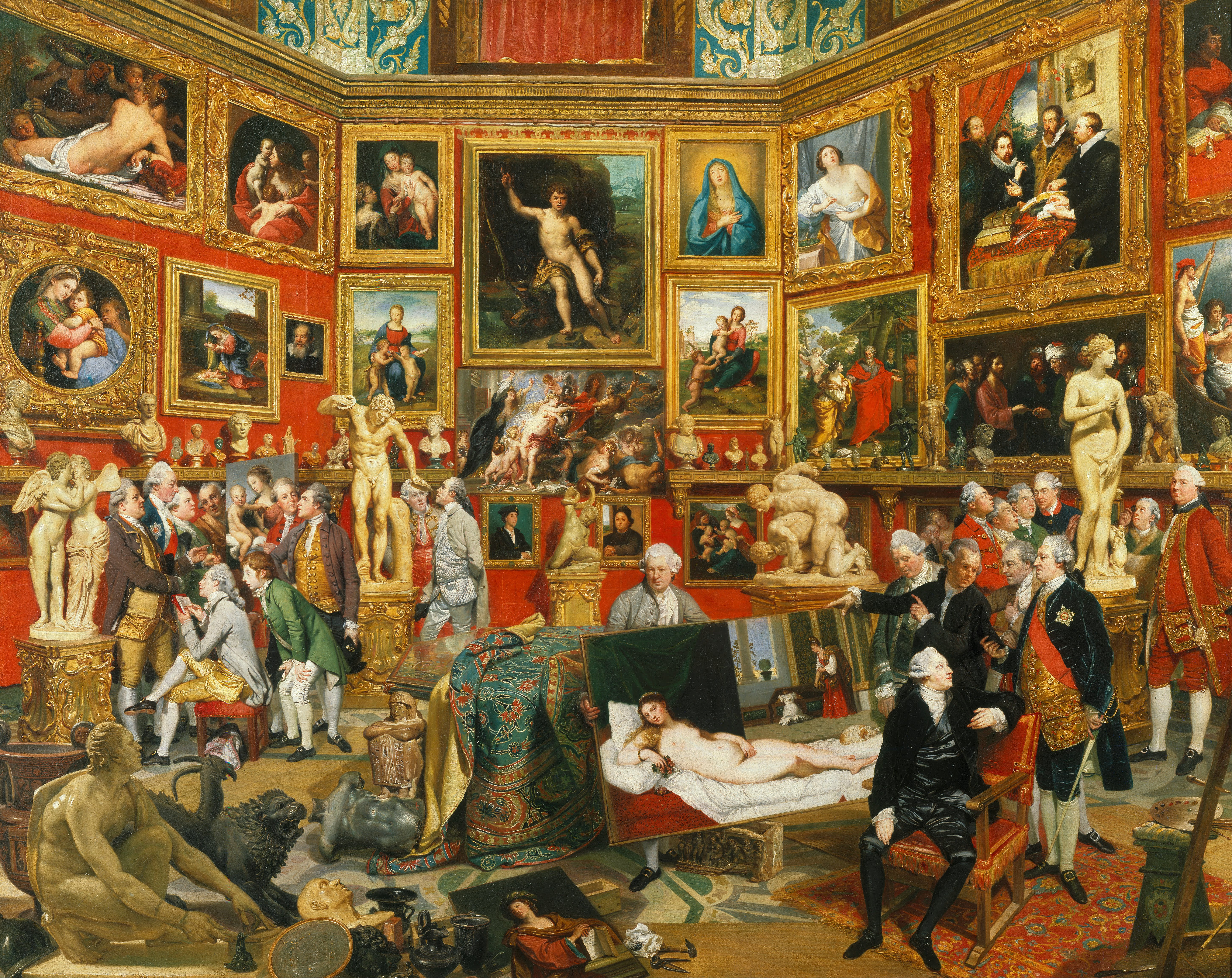
محكمة أوفيزي

في الاقتصاد السياسي الكلاسيكي وخاصة في نقد كارل ماركس للاقتصاد السياسي، فإن السلعة هي أي منتج أو خدمة («المنتجات» أو «الأنشطة») ينتجها العمل البشري ويقدم بصفته منتج للبيع في السوق. بعض الأمور المسعرة تعامل أيضا على أنها سلع، أي قوة عاملة بشرية، كالأعمال الفنية والموارد الطبيعية، على الرغم من أنها قد لا تكون أنتجت خصيصا من أجل السوق، أو تكون سلعة غير قابلة للتكرار.
تحليل ماركس للسلعة (باللغة الألمانية: Kaufware، أي بِياعة - بضاعة للبيع) يهدف إلى المساعدة في حل مشكلة ما يحدد القيمة الاقتصادية للسلع، وذلك باستخدام نظرية العمل من القيمة. وقد ناقش هذه المسألة على نطاق واسع آدم سميث، ديفيد ريكاردو، وكارل رودبرتوس-جاجيتزو، من بين آخرين. فالقيمة والسعر ليسا مصطلحان متساويين في الاقتصاد، وكان النظر إلى العلاقة النوعية للقيمة وسعر السوق تحديا للاقتصاديين الليبراليين والماركسيين.[بحاجة لمصدر]

## راجع أيضا
- السلع
- إنتاج السلع
- إنتاج السلع البسيطة
- سلعنة
- نظريات قيمة العمل
- قانون القيمة
- قيمة المبادلة
- قيمة الاستعمال
- تقديس السلعة
- شكل القيمة (ماركسية)

## الحواشي
1. ↑  Karl Marx, "Outlines of the Critique of Political Economy" contained in the Collected Works of Karl Marx and Frederick Engels: Volume 28 (International Publishers: New York, 1986) p. 80.
2. ↑  Karl Marx, Capital: Volume I (International Publishers: New York, 1967) p. 38 and also "Capital" as contained in the Collected Works of Karl Marx and Frederick Engels: Volume 35, p. 48.
3. ↑  Karl Marx, Capital: Volume I, p. 36 and also in "Capital" as contained in the Collected Works of Karl Marx and Frederick Engels: Volume 35, p. 46.